# Municipio de Pine Point
El municipio de Pine Point (en inglés: Pine Point Township) es un municipio ubicado en el condado de Becker en el estado estadounidense de Minnesota. En el año 2010 tenía una población de 400 habitantes y una densidad poblacional de 4,31 personas por km².

## Geografía
El municipio de Pine Point se encuentra ubicado en las coordenadas 47°1′15″N 95°22′15″O / 47.02083, -95.37083. Según la Oficina del Censo de los Estados Unidos, el municipio tiene una superficie total de 92.78 km², de la cual 89,14 km² corresponden a tierra firme y (3,92 %) 3,63 km² es agua.

## Demografía
Según el censo de 2010, había 400 personas residiendo en el municipio de Pine Point. La densidad de población era de 4,31 hab./km². De los 400 habitantes, el municipio de Pine Point estaba compuesto por el 18,75 % blancos, el 80,25 % eran amerindios, el 0,75 % eran de otras razas y el 0,25 % eran de una mezcla de razas. Del total de la población el 1 % eran hispanos o latinos de cualquier raza.